# Tokiói metró

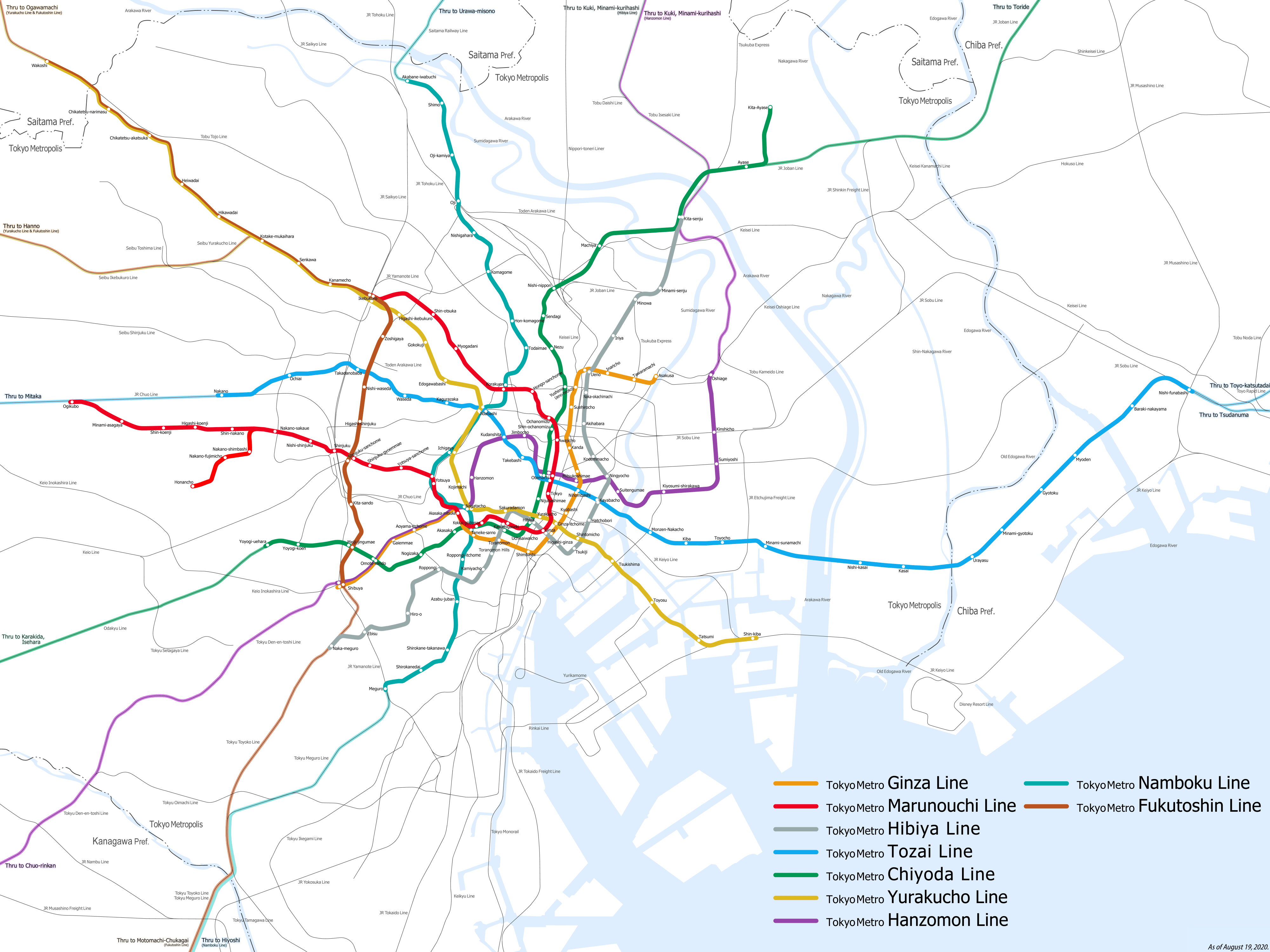
A Tokiói Metró rt. térképe, háttérben aToei Metró térképe.

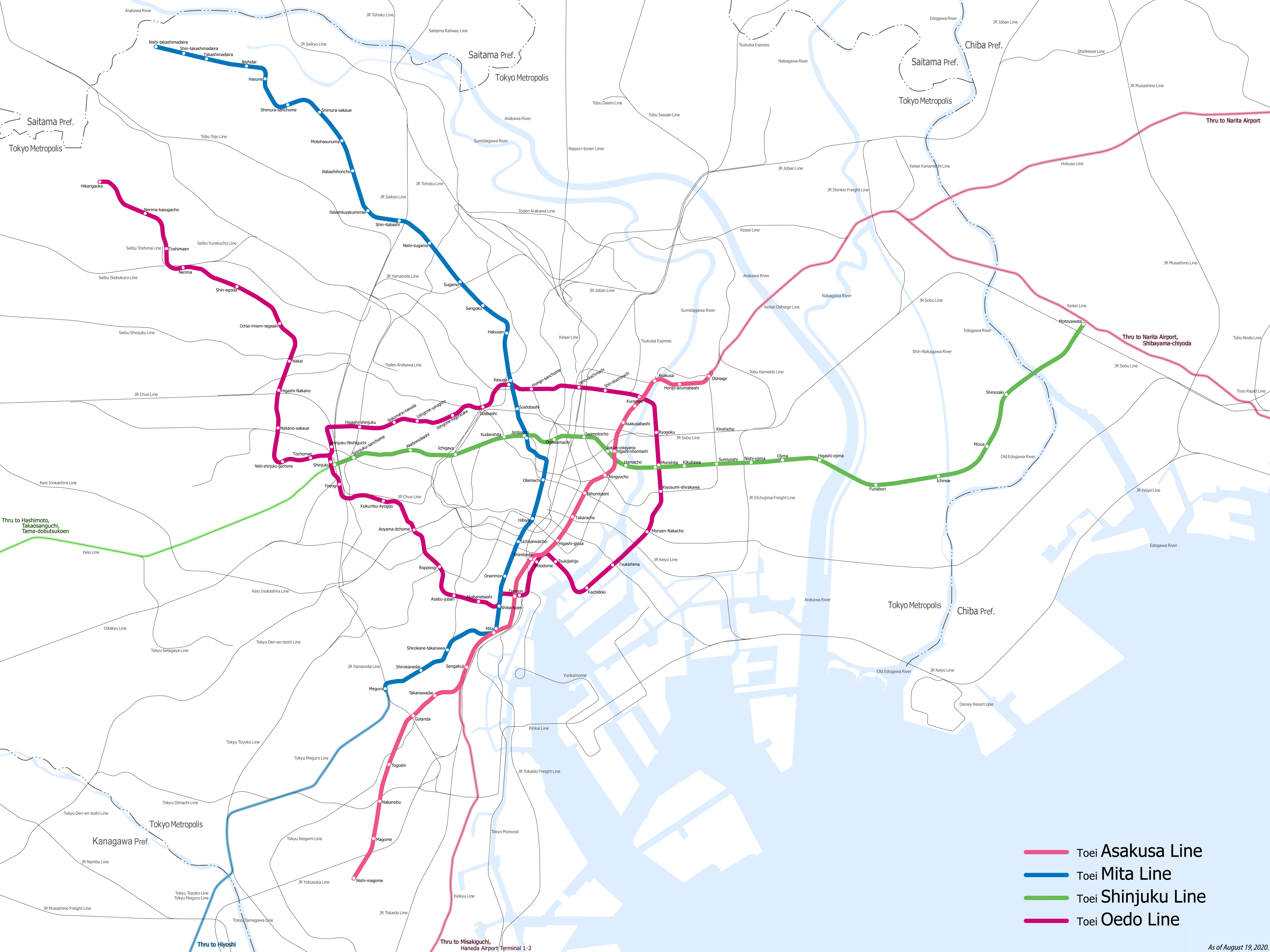
A Toei Metró térképe, háttérben a Tokiói Metró rt. térképe.

A tokiói metró (japánul 東京の地下鉄) a Japan Railways (magyarul Japán Vasutak) mellett a japán főváros, Tokió, és az azt körülvevő urbanizált régió legfontosabb és legkihasználtabb közlekedési hálózata, Ez a rendszer világ legforgalmasabb metrója, amely két hálózatból áll. Az egyik a Tokiói metró rt. (japánul 東京メトロ), amely egy magánkézben levő vállalat, a másik a Toei metró (japánul 都営), amely a városi önkormányzat kezében van.

## Vonalak és állomások

### Tokiói Metró rt.
Az Tokiói Metró magánvasút jellegű cég, és 9 vonalat üzemeltet, melyből 2 kivételével mind össze van kötve az elővárosi magánvasutak vonalaival, és a szerelvények így kijárnak messze az elővárosokba, az elővárosi vonatok pedig be a metróalagútba.
| Csijoda vonal (地下鉄千代田線) - Jojogi-uehera - Jojogi-kóen - Meidzsi-dzsingúmae - Omoteszandó - Nogizaka - Akaszaka - Kokkai-gidzsidómae - Kaszumigaszeki - Hibija - Nidzsúbasimae - Ótemacsi - Sin-ocsanomizu - Josima - Nezu - Szendagi - Nisi-nippori - Macsija - Kita-szendzsu - Ajasze - Kita-ajasze Fukutosin vonal (地下鉄副都心線) - Vakósi - Csikatecu-Narimaszu - Csikatecu-Akacuka - Heivadai - Hikavadai - Kotake-Mukaihara - Szenkava - Kanamecsó - Ikebukuro - Zósigaja - Nisi-Vaszeda - Higasi-Sindzsuku - Sindzsuku-szancsóme - Kitaszandó - Meidzsi-Dzsingúmae - Sibuja Ginza vonal (地下鉄銀座線) - Sibuja - Omoteszandó - Gaienmae - Aojama-iccsóme - Akaszaka-micuke - Tameike-szannó - Toranomon - Sinbasi - Ginza - Kjóbasi - Nihonbasi - Micukosimae - Kanda - Szuehirocsó - Ueno-hirokódzsi - Ueno - Inaricsó - Tavaramacsi - Aszakusza | Hanzómon vonal (地下鉄半蔵門線) - Sibuja - Omoteszandó - Aojama-iccsóme - Nagatacsó - Hanzómon - Kudansita - Dzsinbócsó - Ótemacsi - Micukosimae - Szuitengúmae - Kijoszumi-sirakava - Szumijosi - Kinsicsó - Osiage Hibija vonal (地下鉄日比谷線) - Naka-Meguro - Ebiszu - Hiroo - Roppongi - Kamijacsó - Toranomon Hills - Kaszumigaszeki - Hibija - Ginza - Higasi-Ginza - Cukidzsi - Haccsóbori - Kajabacsó - Ningjócsó - Kodenmacsó - Akihabara - Nakaokacsimacsi - Ueno - Irija - Minova - Minami-Szendzsu - Kita-Szendzsu Júrakucsó vonal (地下鉄有楽町線) - Vakósi - Csikatecu-narimaszu - Csikatecu-akacuka - Heivadai - Hikavadai - Kotake-mukaihara - Szenkava - Kanamecsó - Ikebukuro - Higasi-ikebukuro - Gokokudzsi - Edogavabasi - Iidabasi - Icsigaja - Kódzsimacsi - Nagatacsó - Szakuradamon - Júrakucsó - Ginza-iccsóme - Sintomicsó - Cukisima - Tojoszu - Tacumi - Sin-kiba | Marunoucsi vonal (地下鉄丸ノ内線) - Ogikubo - Minami-Aszagaja - Sin-Kóendzsi - Higasi-Kóendzsi - Sin-nakano - Nakano-Szakaue - Nisi-Sindzsuku - Sindzsuku - Sindzsuku-szancsóme - Sindzsuku-gjoenmae - Jocuja-szancsóme - Jocuja - Akaszaka-micuke - Kokkai-gidzsidómae - Kaszumigaszeki - Ginza - Tokió - Ótemacsi - Avadzsicsó - Ocsanomizu - Hongó-szancsóme - Kórakuen - Mjógadani - Sin-ócuka - Ikebukuro Hónancsó elágazódás: - Hónancsó - Nakano-fudzsimicsó - Nakano-simbasi - Nakano-szakaue Nanboku vonal (地下鉄南北線) - Meguro - Sirokane-dai - Sirokane-Takanava - Azabu-dzsúban - Roppongi-iccsóme - Tameike-Szannó - Nagata-csó - Jocuja - Icsigaja - Iidabasi - Kórakuen - Tódai-mae - Hon-Komagome - Komagome - Nisigahara - Ódzsi - Ódzsi Kamija - Simo - Akabane Ivabucsi Tózai vonal (下鉄東西線) - Nakano - Ocsiai - Takadanobaba - Vaszeda - Kagurazaka - Iidabasi - Kudansita - Takebasi - Ótemacsi - Nihonbasi - Kajabacsó - Monzen-nakacsó - Kiba - Tójócsó - Minami-szunamacsi - Nisi-kaszai - Kaszai - Urajaszu - Minami-gjótoku - Gjótoku - Mjóden - Baraki-nakajama - Nisi-funabasi |

### Toei Metró
A Toei Metró a "város cége", és azt a négy vonalat építette meg és üzemelteti, amelyet a magántőke nem akart. Ezen kívül ők üzemeltetik az egyetlen megmaradt tokiói klasszikus villamosvonalat, és a (bel-)városi buszokat.